# 美しき狼たち
「美しき狼たち」（うつくしきおおかみたち）は、おぼたけしのシングル。1979年12月15日発売。発売元はORANGE HOUSE RECORDS。規格品番はORF-113。

## 解説
1980年公開のアニメーション映画『あしたのジョー』の主題歌。
同年、日本テレビ（関東ローカル）でテレビアニメ第1作『あしたのジョー』を再放送した際、通常エンディングテーマ「ジョーの子守唄」「力石徹のテーマ」を本曲に差し替えた。
1980年3月5日には、A面曲をテレビアニメ第1作『あしたのジョー』のオープニングテーマである尾藤イサオの「あしたのジョー」、B面を「美しき狼たち」としたシングルが東芝EMIから発売されている。規格品番はETP-10706。

## 収録曲
全作詞：たかたかし　作曲・編曲：鈴木邦彦
1. 美しき狼たち
2. ローリング・ファイター

## カバー
美しき狼たち
- タケ・ウケタ（2017年、シングル）